# 금강물환경연구소
금강물환경연구소(錦江물環境硏究所)는 금강 수계의 하천·호소 등 공공수역의 오염방지에 관한 조사·연구 및 기술개발 업무를 분장하는 국립환경과학원의 소속기관이다. 2002년 8월 8일 발족하였으며, 충청남도 옥천군 옥천읍 지용로 182-18에 위치하고 있다. 소장은 공업연구관·농업연구관·임업연구관·보건연구관 또는 환경연구관으로 보한다.

## 직무
- 유역 내 하천 및 호소의 수질오염 특성에 관한 조사·연구
- 유역 내 하천 및 호소의 수질오염물질 배출원에 대한 정밀조사
- 유역 내 수질오염사고 대응 및 원인규명에 대한 조사·연구
- 유역 내 상수원 보호 및 수질개선을 위한 조사·연구
- 수계에 서식하는 조류의 분포 및 발생제어에 관한 조사·연구
- 수계 특성에 따른 오염지표생물 분포의 조사·연구
- 자연공법을 이용한 하천정화에 관한 기술개발
- 수질오염총량제도 시행을 위한 하천특성 및 유량 조사·연구
- 수계의 환경생태에 대한 홍보 및 교육
- 공공수역의 방사성물질에 관한 조사·연구
- 물환경측정망 운영에 관한 사항

## 연혁
- 1988년 12월 31일: 국립환경연구원 소속으로 호소수질연구소 설치.
- 1999년 5월 4일: 금강수질검사소로 개편.
- 2002년 8월 8일: 금강물환경연구소로 개편.
- 2005년 7월 22일: 국립환경과학원 소속으로 변경.

## 관할구역
- 대전광역시
- 세종특별자치시
- 충청북도[1]
- 충청남도